# Campeonato Internacional de Tênis do Estado do Pará 2012
Il Campeonato Internacional de Tênis do Estado do Pará 2012 è stato un torneo professionistico di tennis maschile giocato sul cemento. È stata la 1ª edizione del torneo, facente parte dell'ATP Challenger Tour nell'ambito dell'ATP Challenger Tour 2012. Si è giocato a Belém in Brasile dal 1° al 7 ottobre 2012.

## Partecipanti ATP

### Teste di serie
| Nazionalità | Giocatore              | Ranking* | Testa di serie |
| ----------- | ---------------------- | -------- | -------------- |
| Brasile     | Thiago Alves           | 119      | 1              |
| Brasile     | Rogério Dutra da Silva | 127      | 2              |
| Brasile     | Ricardo Mello          | 155      | 3              |
| Paesi Bassi | Thiemo de Bakker       | 159      | 4              |
| Portogallo  | Gastão Elias           | 176      | 5              |
| Brasile     | Leonardo Kirche        | 214      | 6              |
| Argentina   | Agustín Velotti        | 227      | 7              |
| Australia   | John-Patrick Smith     | 228      | 8              |

- 1 Ranking al 24 settembre 2012.

### Altri partecipanti
Giocatori che hanno ricevuto una wild card:
- Fabricio Neis
- José Pereira
- Nicolas Santos
- João Pedro Sorgi

Giocatori che sono passati dalle qualificazioni:
- Marcus Daniell
- Cătălin-Ionuț Gârd
- Nicholas Monroe
- John Peers

## Campioni

### Singolare
- Ricardo Hocevar ha battuto in finale  Thiemo de Bakker con il punteggio di 7–6(1), 7–6(4)

### Doppio
- John Peers /  John-Patrick Smith hanno battuto in finale  Nicholas Monroe /  Simon Stadler con il punteggio di 6–3, 6–2